# The Abandoned
The Abandoned er en spansk/britisk/bulgarsk film fra 2006, instrueret af Nacho Cerdá. 

## Handling
Filmen handler om en amerikansk film producer, ved navn Marie, der som barn blev adopteret af en amerikansk familie. Hun tager tilbage til hendes moderland Rusland. Hendes mor er blevet fundet død under mærkelige omstændigheder. De eneste spor for at fine ud af hvad der er sket, findes på en gammel isoleret gård, der tilhøre familien. Da Marie er den eneste tilbage i slægten arver hun gården, men ingen af de lokale vil tage hende derud, da det menes at området er forbandet. Kun en mand vil følge hende ud til gården. Det er en mærkelig fremmede, der på mystisk vis ved en del om Maries historie. Da de kommer til gården forsvinder hendes mystiske guide, og det tvinger hende til, på egen hånd, at udforske gården og området. Under hendes udforskning møder hun en anden mystisk mand, ved navn Nicolai, der fortæller at han også er narret derud på samme måde som hun er, i søgen efter hans ukendte fortid. Sammen strander de på gården, og begynder at se spøgelser, det mærkelige er bare, at spøgelserne er deres egne. 

## Medvirkende
- Anastasia Hille – Marie Jones
- Karel Roden – Nicolai